# Duivenmelk
Duivenmelk is een melkachtige substantie die in de krop van duiven wordt geproduceerd nadat de jongen uit het ei zijn gekropen. Hiermee worden ze de eerste dagen gevoed. Enkele dagen voordat de eieren uitkomen wordt de binnenwand van de krop van de duif dikker. Dit wordt aangezet door het hormoon prolactine, hetzelfde hormoon dat bij zoogdieren de melkproductie aanzet. Als de jongen geboren zijn laat deze laag los. Het is dan een kaasachtige substantie die door de jongen uit de krop kan worden gepikt.
Deze aanpassing is vrij uniek binnen het vogelrijk maar komt ook voor bij flamingo's en mannelijke keizerspinguïns en zorgt ervoor dat duiven minder afhankelijk zijn van een beperkt broedseizoen. Dit duurt bij duiven dan ook enkele maanden lang. Zowel vrouwtjes als mannetjes geven duivenmelk. Het bevat meer vet en eiwitten dan koemelk. Normaal leggen duiven twee eieren en hebben ze dus twee jongen te voeden. Als het er in een uitzonderlijk geval drie zijn, is er onvoldoende duivenmelk en lopen de jongen een groeiachterstand op. Als een van twee eieren niet uitkomt, heeft het jong dubbel zoveel duivenmelk en groeit het dubbel zo snel.
Iemand die duiven houdt, wordt duivenmelker genoemd, maar dat heeft niets met duivenmelk van doen. Het woord melken is hier een nabootsing van het begrip geitenmelker, iemand die geiten houdt om van de opbrengst te leven.